# Dodoši (Petrinya)
Dodoši falu Horvátországban, Sziszek-Monoszló megyében. Közigazgatásilag Petrinyához tartozik.

## Fekvése
Sziszek városától légvonalban 21, közúton 35 km-re délnyugatra, községközpontjától légvonalban 15, közúton 20 km-re délre a Báni végvidék középső részén, a Zrinyi-hegység északi lejtőin, Vlahović, Kraljevčani és Mačkovo Selo között fekszik.

## Története
Dodoši írásos formában a báni határvidék 1773-ban készített térképén bukkan fel. A település valószínűleg a 17. század végén, vagy a 18. század elején keletkezett, amikor a török kiűzése után a török uralom alatt maradt Közép-Boszniából, főként a Kozara-hegység területéről és a Sana-medencéből  pravoszláv szerb családok érkeztek a felszabadított területekre. Az újonnan érkezettek szabadságjogokat kaptak, de ennek fejében határőr szolgálattal tartoztak. El kellett látniuk a várak, őrhelyek őrzését és részt kellett venniük a hadjáratokban. 1881-ben megszűnt a katonai közigazgatás és Zágráb vármegye Glinai járásának része lett. 1890-ben 86, 1910-ben 512 lakosa volt. A 20. század első éveiben a kilátástalan gazdasági helyzet miatt sokan vándoroltak ki a tengerentúlra. 1918-ban az új szerb-horvát-szlovén állam, majd később Jugoszlávia része lett. 
A II. világháború idején a Független Horvát Állam része volt, de lakossága fellázadt a fasiszta hatalom ellen. Sokan csatlakoztak a partizán egységekhez. A háború után a béke időszaka köszöntött a településre. Enyhült a szegénység és sok ember talált munkát a közeli városokban. 1949-ben Tadić brdo nevű határrészén barnaszénbányát nyitottak, melyet a sziszeki vasműbe szállítottak. A bánya sok helyi munkást foglalkoztatott, de a termelés csak 1968-ig tartott, amikor a bányát bezárták. Az elektromos áramot 1961-ben vezették be a településre, ekkor minden háztartás áramhoz jutott. A délszláv háború előestéjén lakosságának 98%-a szerb nemzetiségű volt. A falu 1991. június 25-én a független Horvátország része lett, de szerb lakossága a Krajinai Szerb Köztársasághoz csatlakozott. A falut 1995. augusztus 6-án a Vihar hadművelettel foglalta vissza a horvát hadsereg. A szerb lakosság többsége elmenekült. 2011-ben 76 lakosa volt.

## Népesség
| Lakosság változása | Lakosság változása | Lakosság változása | Lakosság változása | Lakosság változása | Lakosság változása | Lakosság változása | Lakosság változása | Lakosság változása | Lakosság változása | Lakosság változása | Lakosság változása | Lakosság változása | Lakosság változása | Lakosság változása | Lakosság változása |
| ------------------ | ------------------ | ------------------ | ------------------ | ------------------ | ------------------ | ------------------ | ------------------ | ------------------ | ------------------ | ------------------ | ------------------ | ------------------ | ------------------ | ------------------ | ------------------ |
| 1857               | 1869               | 1880               | 1890               | 1900               | 1910               | 1921               | 1931               | 1948               | 1953               | 1961               | 1971               | 1981               | 1991               | 2001               | 2011               |
| 0                  | 0                  | 0                  | 86                 | 343                | 512                | 534                | 574                | 284                | 248                | 252                | 237                | 230                | 205                | 98                 | 76                 |